# María Pacome
María Pacome (París, 18 de julio de 1923-Ballainvilliers, 1 de diciembre de 2018), fue una actriz y dramaturga francesa. 
Contrajo matrimonio con Maurice Ronet y juntos se mudaron a Moustiers-Sainte-Marie en Provenza, tuvieron un hijo Francisco Pacome.

## Nominaciones
- 1993, Premio César nominación a la mejor actriz en un papel de secundario en La Crisis.
- 2003, Premio Molière nominación del espectáculo para el unipersonal: Elogio de mi pereza.